# Lostpedia
Lostpédia é um projeto wiki desenvolvido por fãs do seriado Lost, contendo informações sobre a série, sendo atualmente o seu maior banco de informações e dados.
Lançado em 22 de setembro de 2005 por Kevin Croy, o site usava o software MediaWiki para manter uma banco de dados criado por usuários.
A partir de 18 de dezembro de 2008 a Lostpédia passou a fazer parte da "família" Wikia de wikis, migrando o software de seu banco de dados.

## Depoimentos
- Tom Lowry da Business Week chamou o site de "uma réplica da Wikipédia, dedicada unicamente a todas as coisas sobre Lost."[1]
- David Kushner da Rolling Stone chamou o site de "o melhor exemplo de como uma comunidade online pode complementar uma série."[2]

## Prêmios
Lostpedia foi o site da semana do SciFi.com em 5 de Julho de 2006.
Lostpedia também ganhou o Jay and Jack's 2007 Hugo Cup, um prêmio pelo melhor fã-site de Lost.
Lostpedia foi terceiro colocado no EW.com's 25 best fansites of 2007.